# Stan Mortensen
Stan Mortensen, född 26 maj 1921 i South Shields, död 22 maj 1991 i Blackpool, var en engelsk fotbollsspelare.
Mortensen spelade under större delen av sin karriär för Blackpool FC och var med i  Englands VM-lag 1950. Han är den ende spelare som gjort tre mål i en FA-cupfinal vilket skedde i FA-cupfinalen 1953 mot Bolton Wanderers. Utanför Blackpools hemmaarena Bloomfield Road finns en staty av Mortensen.